# Acacia incurvaneura
Acacia incurvaneura — вид квіткових рослин з родини бобових. Ареал: Австралія (Північна територія, Південна Австралія, Західна Австралія).

## Середовище
Зазвичай він розташовується на м’якій хвилястій місцевості чи рівнинах і часто над твердим покриттям або на невисоких скелястих пагорбах, де росте на червоно-коричневих піщаних або скелетних ґрунтах як частина змішаних чагарників акації або відкритого лісу.

## Біоморфологічна характеристика
Цей багатостовбурний кущ зазвичай досягає висоти від 2,5 до 5 метрів і ширини від 3 до 6 метрів і має округлу або зворотноконусоподібну форму. Може вирости до дерева заввишки від 6 до 8 метрів з густою кроною. На ребристих і смолистих гілочках є смолисті нові пагони. Філодії від сірого до сіро-зеленого забарвлення, від висхідної до прямовисно вузьколінійної форми, які зазвичай неглибоко зігнуті. Вони плоскі й не жорсткі, мають довжину від 3 до 9 см і ширину від 0,8 до 3 мм.